# Claude Neveu
Pour les articles homonymes, voir Neveu.
Claude Neveu, né le 9 juin 1931 à Orléans et mort le 1er avril 2007 à La Ciotat, est un céiste français de slalom. 

## Carrière
Aux Championnats du monde 1949 à Genève, il est médaillé d'or en canoë biplace (C2) par équipe et médaillé d'argent en C2 avec Roger Paris.
Il est médaillé d'or en C2 avec Roger Paris et médaillé d'or en C2 par équipe lors des Championnats du monde 1951 à Steyr. Il remporte le titre en C2 par équipe aux Championnats du monde 1953 à Merano. Aux Championnats du monde 1955 à Tacen, il est médaillé d'or en C2 avec Roger Paris.

## Famille
Il est le père de Cyril Neveu, pilote de moto et de rallye-raid. Lui même participe deux fois au Rallye Dakar, terminant 37e la première année du rallye en 1979 au volant d'une Toyota BJ et 20e en 1980 au volant d'une Range Rover V8.